# امامزاده چسلی
بنای امامزاده چسلی مربوط به دوره قاجار است و در شهرستان ماسال، بخش مرکزی، دهستان ماسال، روستای چسلی واقع شده و این اثر در تاریخ ۲۷ اسفند ۱۳۸۶ با شمارهٔ ثبت ۲۲۵۲۴ به‌عنوان یکی از آثار ملی ایران به ثبت رسیده است.